# Philodromus bimuricatus
Philodromus bimuricatus este o specie de păianjeni din genul Philodromus, familia Philodromidae, descrisă de Charles Denton Dondale și Redner, 1968. Conform Catalogue of Life specia Philodromus bimuricatus nu are subspecii cunoscute.